# Gymnosagena unicornuta
Gymnosagena unicornuta är en tvåvingeart som beskrevs av Munro 1935. Gymnosagena unicornuta ingår i släktet Gymnosagena och familjen borrflugor.
Artens utbredningsområde är Zimbabwe. Inga underarter finns listade i Catalogue of Life.